# Fausto Molina (actor)
Fausto Molina Giorgio (Lima, 27 de febrero de 2002) es un actor peruano, que ha destacado en series de televisión y películas. Dentro de sus roles en ellas, es más conocido por el papel estelar de Juan José Concha «Jota» en la secuela cómica peruana Junta de vecinos. 

## Biografía
Nacido en la ciudad de Lima, el 27 de febrero de 2002, proviene de una familia ligada a la actuación. Dentro de ella, es hijo de los actores peruanos Gonzalo Molina y Melissa Giorgio, siendo el mayor de tres hermanos.
Mientras estaba cursando en el colegio, Molina debuta en la actuación a los doce años, apareciendo recurrentemente en la serie de televisión Al fondo hay sitio en 2014. 
Tras haber participado en cortos papeles para series y películas, Molina participó en la película La hora final en 2017 como Gonzalo Zambrano, y protagonizó el cortometraje Puñalada en 2021, bajo la dirección del actor juvenil Samuel Sunderland, interpretando a Juan Carlos. Tiempo después, participa con el mismo rol en la secuela Engaño.
El progreso de Molina se produce en el 2021, con su papel de Juan José Concha «Jota» en la comedia familiar Junta de vecinos, donde comparte roles junto a otros actores nacionales e internacionales como Cynthia Klitbo, Bárbara Torres, Miguel Iza, Sergio Galliani, Karina Jordán, Camila Mac Lennan, entre otros. En esa producción, Molina y Emanuel Soriano se convierten en los primeros actores en protagonizar una escena en la que dos varones se besan en una producción de señal abierta y horario estelar en Perú, algo que causó controversia y comentarios mixtos en redes sociales.
En el escenario, protagoniza la adaptación del cuento autobiográfico de El planeta Trilafón y su ubicación con respecto a lo malo de David Foster Wallace en el 2022, la cual se presenta como parte de la programación anual del Festival de Artes Escénicas de Lima. 
Molina participó en la obra de teatro Despertar de primavera del Teatro La Plaza el año 2023, donde interpreta a Melchor, un hombre quién enamora a Wendla pese a la diferencia de edad más que ella. En la dicha producción, compartió escena al lado de otras figuras juveniles locales como Adriana Campos-Salazar, Merly Morello y Mariagracia Mora. Además, fue parte de otro formato teatral llamado Desbarranco ese mismo año. En 2024, Molina formó parte de la plataforma creativa «15 minutos» en la obra corta Aquí de Mario Gaviria junto a Ilda Polo.

## Filmografía

### Cine
- La hora final (2017) como Gonzalo Zambrano (Rol principal).
- Puñalada (Cortometraje, 2021) como Juan Carlos (Rol protagónico).[1]
- Engaño (Cortometraje, 2022) como Juan Carlos (Rol protagónico).[2]
- Cuadrilátero (película de 2024) como Felipe (Rol protagónico).

### Televisión

#### Series y telenovelas
- Al fondo hay sitio (2014) como uno de los amigos de «Jaimito» Gonzáles (Rol recurrente).
- Junta de vecinos (2021–2022) como Juan José Lizardo Concha Chamiz «Jota» (Rol principal).[7]
- Junta de vecinos 2 (2022) como Juan José Lizardo Concha Chamiz «Jota» (Rol principal).[7]

#### Programas
- Vlady al vivo contacto con las estrellas (2022) como él mismo (Invitado especial).
- En boca de todos (2022) como él mismo (Invitado especial).

### Vídeos musicales
- El baile del monstruo (2022) como él mismo (Rol de participación especial).

## Teatro
- Perfectos desconocidos (2019)
- La sorpresa (2020)
- Otro mundo (2020)[8]
- Chaska, los violines y yo (2021)
- El planeta Trifalón y su ubicación con respecto a Lo Malo (2022)
- Lo malo (2022)[9]
- Mujer serpiente (2022)
- Sirena (2022)
- Mujer con la cabeza de serpientes (2023)[10]
- Despertar de primavera (2023)[3]
- Desbarranco (2023)
- Aquí (2024)

## Discografía

### Temas musicales
- «El baile del monstruo» (2022)